# Fallen Dreams and Angels
Fallen Dreams and Angels – minialbum zespołu Pendragon z 1994 roku.

## Spis utworów
Album zawiera:
1. The Third World in the U.K. – 7:16
2. Dune – 4:40
3. Sister Bluebird – 7:47
4. Fallen Dreams and Angels – 5:23

## Skład zespołu
Twórcami albumu są:
- Nick Barrett – śpiew, gitara
- Clive Nolan – instrumenty klawiszowe
- Peter Gee – gitara basowa, gitara
- Fudge Smith – instrumenty perkusyjne